# アンド・アイ・ラヴ・ハー
「アンド・アイ・ラヴ・ハー」（And I Love Her）は、ビートルズの楽曲である。1964年に発売された3作目のイギリス盤公式オリジナル・アルバム発売『ハード・デイズ・ナイト』に収録された。レノン＝マッカートニー名義となっているが、主にポール・マッカートニーによって書かれた楽曲。アメリカでは1964年7月20日にキャピトル・レコードより「恋におちたら」とともにシングル・カットされ、Billboard Hot 100で最高位12位を記録した。
1964年7月14日には、BBCラジオの番組『Top Gear』用にレコーディングが行われ、2日後に放送された。

## 曲の構成
曲の大部分のキーは、EメジャーとC#マイナーで、ソロの直前でFに転調し、Dメジャーのコードで終わる。
「アンド・アイ・ラヴ・ハー」は、主にマッカートニーによって書かれた楽曲だが、1980年の『プレイボーイ』誌のインタビューでジョン・レノンは、「ミドルエイトは僕が手伝った」と主張している。ビートルズの音楽出版者であるディック・ジェームズは、レノンの主張を支持していて、レコーディング中にプロデューサーのジョージ・マーティンの提案によってミドルエイトが追加されたとし、「30分以内に2人は、とても商業的な曲にとても建設的な中間部を加えた」と語っている。一方でマッカートニーは「ミドルエイトは僕…この曲は僕が書いた。ジョンはたぶんミドルエイトを手伝ってくれたと思うけど、彼は『僕の曲だ』とは言えないよ」と語っている。
本作について、マッカートニーは「ラブソングだよ。特定の誰かに向けて書いたわけじゃない。タイトルは文節の途中から抜き出した。これは我ながら賢明だと思ったよ」と語っている。マッカートニーは、ジョージ・ハリスンがギターリフを書いたことを明かしていて、「この曲に見事な変化をもたらした」と賞賛している。
ジョージ・マーティンによるオーケストラ・アレンジ版が存在しており、1964年7月18日にB面に「リンゴのテーマ」を収録したシングル盤として発売された。いずれもユナイテッド・アーティスツ・レコードから発売されたサウンドトラック・アルバム『A Hard Day's Night (United Artists)』にも収録された。

## レコーディング
「アンド・アイ・ラヴ・ハー」のレコーディングは、EMIレコーディング・スタジオのスタジオ2で3日をかけて行なわれた。プロデュースはジョージ・マーティンが手がけ、レコーディング・エンジニアはノーマン・スミス、セカンド・エンジニアはリチャード・ラングハムが務めた。

### 1日目
1964年2月25日の午後2時30分に、映画『ビートルズがやって来るヤァ!ヤァ!ヤァ!』のサウンドトラックのためのセッションが開始された。同日に本作が2テイク録音され、最後まで演奏されたのはテイク2のみであった。しかし、ビートルズは「より軽いタッチにする」と判断。1995年に発売された『ザ・ビートルズ・アンソロジー1』にテイク2が収録された。
1日目のセッションでの担当楽器は、以下のようになっている。
- ポール・マッカートニー - リード・ボーカル、ヴォックスのベースアンプAC 100に繋いだヘフナー・500-1（1963年製）
- ジョン・レノン - ヴォックスのギターアンプAC-50に繋いだリッケンバッカー・325（1964年製）
- ジョージ・ハリスン - ヴォックスのギターアンプAC-50に繋いだリッケンバッカー・360/12（1964年製）
- リンゴ・スター - ラディック社のドラムセット

### 2日目・3日目
1964年2月26日の午後7時から午後10までのセッションで、17テイク録音された。このセッションの途中で、スターの担当楽器がドラムからボンゴとクラベスに変更されたが、メンバーは演奏に満足しなかった。セッションが中断され、休憩に入った際にミドルエイトが書き加えられた。ドキュメンタリー『ザ・ビートルズ・アンソロジー』のエピソード8にテイク11の短い断片が収録されており、演奏が止まる前にマッカートニーが「And if you saw my love, I'd love her [too]...」と歌っている。
1964年2月27日の午前10時からのセッションで新たに2テイク録音された。テイク20でベーシック・トラックが作成され、テイク21でマッカートニーのダブルトラッキングされたリード・ボーカルがオーバー・ダビングされた。
2日目と3日目のセッションでの担当楽器は、以下のようになっている。
- ポール・マッカートニー - リード・ボーカル、ヴォックスのベースアンプAC 100に繋いだヘフナー・500-1（1962年製）
- ジョン・レノン - ヴォックスのギターアンプAC-50に繋いだギブソン・J-160E（1964年製）
- ジョージ・ハリスン - ホセ・ラミレス（英語版）社のクラシックギター
- リンゴ・スター - ラディック社のドラムセット、ボンゴ、クラベス

## ミキシングとリリース
「アンド・アイ・ラヴ・ハー」のモノラル・ミックスとステレオ・ミックスは、それぞれ2種類存在しており、いずれもテイク21から作成された。

### モノラル・ミックス（3月3日作成）
3月3日にEMIレコーディング・スタジオのスタジオ1のコントロール・ルームで作成されたモノラル・ミックスで、プロデュースをマーティンが手がけ、レコーディング・エンジニアをスミス、セカンド・エンジニアをA.B.リンカーンが務めた。
このミックスにおいて、マッカートニーのボーカルは基本的にシングルトラックとなっているが、一部フレーズではダブルトラックになっている。
このミックスは、6月9日にキャピトル・レコードとユナイテッド・アーティスツに送られ、6月26日にアメリカで発売されたサウンドトラック・アルバム『A Hard Day's Night (United Artists)』（モノラル盤）に収録され、7月20日に発売されたキャピトル編集盤『サムシング・ニュー』（モノラル盤）にも収録された。映画『ビートルズがやって来るヤァ!ヤァ!ヤァ!』では、半音キーが下げられた音源が使用された。

### モノラル・ミックス（6月22日作成）
6月22日にEMIレコーディング・スタジオのスタジオ1のコントロール・ルームで2つ目のモノラル・ミックスが作成された。プロデュースとレコーディング・エンジニアは1つ目のモノラル・ミックスと同じくマーティンとスミスだが、セカンド・エンジニアはジェフ・エメリックが務めた。
このミックスでは、マッカートニーのボーカルが3番目のヴァースの冒頭の2行を除いてダブルトラックになっている。
このミックスは、7月10日にイギリスで発売された『ハード・デイズ・ナイト』（モノラル盤）に収録された。

### ステレオ・ミックス
「アンド・アイ・ラヴ・ハー」のステレオ・ミックスは、2つ目のモノラル・ミックスと同じ6月22日に作成された。2つ目のモノラル・ミックスと同じく、マッカートニーのボーカルが3番のヴァースの冒頭の2行を除いてダブルトラックになっている。
このミックスは、7月10日に発売された『ハード・デイズ・ナイト』（ステレオ盤）や、7月20日に発売されたキャピトル編集盤『サムシング・ニュー』（ステレオ盤）に収録された。
なお、ドイツで発売された『サムシング・ニュー』には編集が加えられたステレオ・ミックスが収録されており、こちらではギターのリフが6回繰り返されている。このミックスは、1980年にアメリカで発売された『レアリティーズ Vol.2』にも収録されたが、CD作品には未収録となっている。

## クレジット
※出典
- ポール・マッカートニー - ボーカル、ベース
- ジョン・レノン - アコースティック・ギター（リズムギター）
- ジョージ・ハリスン - クラシックギター
- リンゴ・スター - ボンゴ、クラベス

## チャート成績（ビートルズ版）

### 週間チャート
| チャート (1964年 - 1965年)      | 最高位 |
| ------------------------------- | ------ |
| ベルギー (Ultratop 50 Flanders) | 10     |
| ベルギー (Ultratop 50 Wallonia) | 11     |
| US Billboard Hot 100            | 12     |
| US Cash Box Top 100             | 14     |

### 月間チャート
| チャート (1964年)                           | 最高位 |
| ------------------------------------------- | ------ |
| 日本 (ミュージック・マンスリー洋楽チャート) | 10     |

## カバー・バージョン

### カート・コバーンによるカバー
カート・コバーンによるカバー・バージョンは、2015年に公開されたドキュメンタリー映画『COBAIN: モンタージュ・オブ・ヘック』で初公開となった。同年11月6日に発売された同作のサウンドトラック・アルバム『COBAIN: モンタージュ・オブ・ヘック〜ザ・ホーム・レコーディングス』に収録された後、同月20日にB面に「サッピー」を収録した7インチシングル盤としてリカットされた。
イギリスのVinyl Singles Chartでは第1位を獲得し、アメリカの『ビルボード』誌が発表したHot Singles Salesでは最高位2位を記録した。

#### チャート成績（カート・コバーン版）
| チャート (2015年)                                   | 最高位 |
| --------------------------------------------------- | ------ |
| UK Physical Singles Sales (Official Charts Company) | 2      |
| UK Vinyl Singles Chart (Official Charts Company)    | 1      |
| US Hot Singles Sales (Billboard)                    | 2      |

### その他のアーティストによるカバー
- エスター・フィリップス（英語版） - 1965年に歌詞とタイトルを女性目線に変更した「アンド・アイ・ラヴ・ヒム」（And I Love Him）としてカバー[29][30]。Billboard Hot 100で最高位54位を記録した[31]。
- ゲイリー・マクファーランド（英語版） - 1965年に発売されたアルバム『Soft Samba』に収録[32]。
- ホセ・フェリシアーノ - 1968年に発売されたアルバム『Feliciano!』に収録[33]。
- ポール・マッカートニー - 複数のライブでセルフカバーしており、1991年に発売されたライブ・アルバム『公式海賊盤』に『MTVアンプラグド』での演奏が収録された[34]。
- Mi-Ke - 1993年に発売されたアルバム『永遠のリバプールサウンド〜Please Please Me, LOVE』に収録。
- ブラッド・メルドー・トリオ - 2016年に発売されたアルバム『Blues and Ballads』に収録[35]。